# Legenda (kartografija)
Legenda je tabela, ki se največkrat pojavi na zemljevidih in skicah. V legendi so razloženi znaki, ki so narisani na zemljevidih ali skicah.
Obstaja pa tudi legenda v pomenu mit ali zgodba o nadnaravnih bitjih.